# Maria João Gaudêncio Simões George
Maria João Gaudêncio Simões George (Lisboa, 14 de Outubro de 1948 – Santa Margarida do Sado, Ferreira do Alentejo, 21 de Março de 2006) foi uma arquiteta portuguesa.

## Biografia

### Nascimento e formação
Maria João Gaudêncio Simões George (conhecida profissionalmente por Maria João George) nasceu em Lisboa, a 14 de outubro de 1948. Filha do arquiteto João Simões (1908-1995) e de Josefina Justiniano Gaudêncio Simões, era neta, pelo lado materno, do construtor Amadeu Gaudêncio (1890-1980).
Terminou o Ensino Secundário no Liceu D. Filipa de Lencastre. Em 1974,[carece de fontes?], concluiu a licenciatura em Arquitetura, na Escola Superior de Belas-Artes, em Lisboa. Em 1970, ainda estudante, começou a trabalhar no Atelier do arquiteto Frederico George.

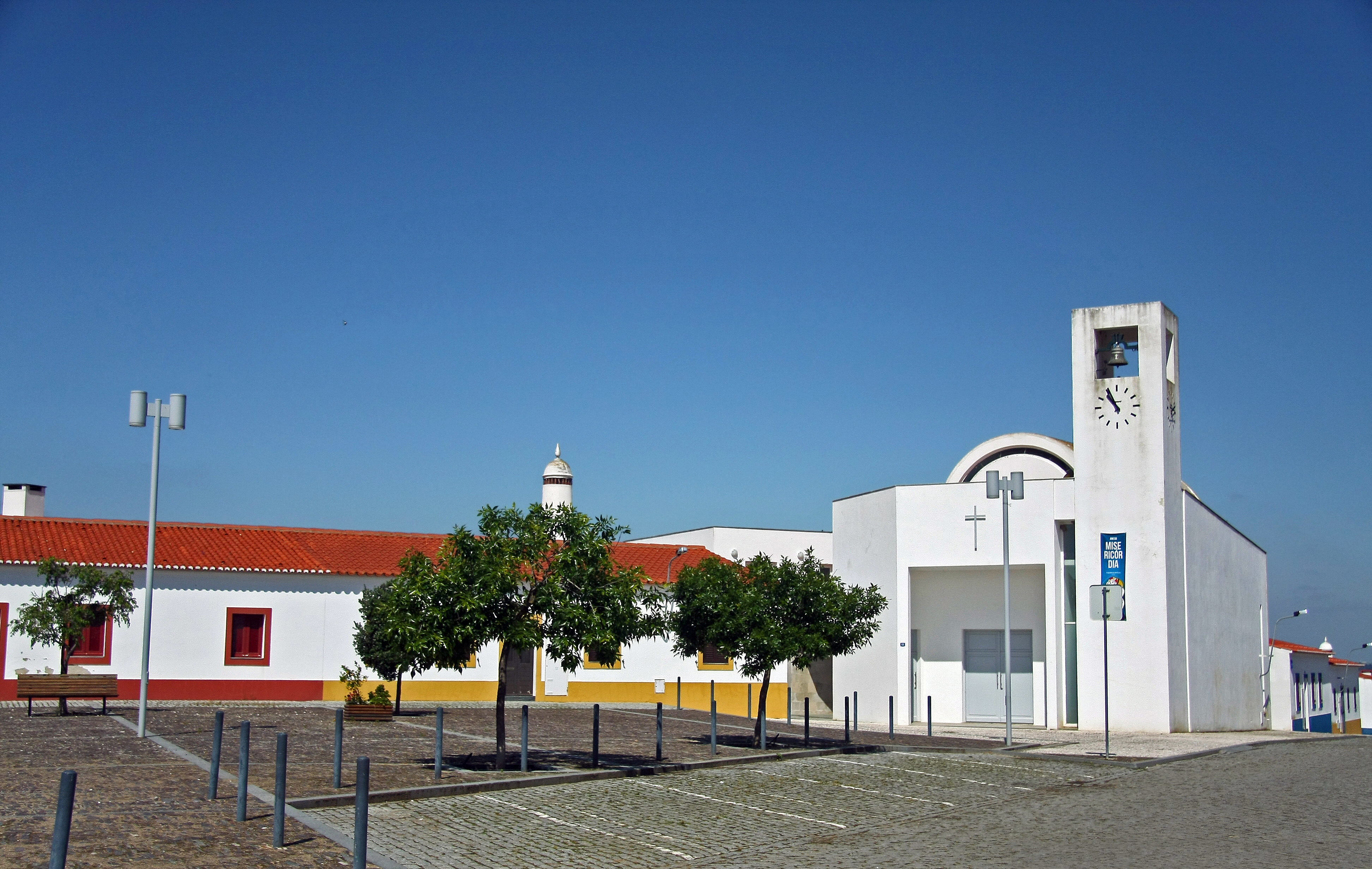
Largo 25 de Abril, na nova aldeia da Luz.

### Carreira
Como arquitecta, trabalhou principalmente em questões relacionadas com gestão urbana municipal, tendo-se afirmado como uma especialista nas áreas do habitat e desenvolvimento local. Colaborou em várias autarquias na região do Alentejo,
Trabalhou no Centro de Estudos de Planeamento do então Ministério do Plano, na segunda metade dos anos 70. Trabalhou na área da habitação, na Guiné-Bissau e no Zimbabwe, durante cerca de uma década, de 1980 e 1991, onde se dedicou a orientar arquitetura sustentável, tanto do ponto de vista construtivo e material, como social e cultural. De regresso a Portugal, na Câmara Municipal de Beja, dedicou-se à reconversão de construção clandestina, a planos urbanísticos de iniciativa municipal e à gestão urbana. Trabalhou na reabilitação do núcleo histórico da Cidade de Beja. Também foi dirigente do Sindicato dos Trabalhadores da Administração Local. Trabalhou na recuperação da Casa do Governador, na Rua do Touro, no interior do Castelo de Beja, em 1992, casa onde desde 2019 se encontra instalado o Museu Jorge Vieira - Casa das Artes. Também trabalhou no Barreiro, na área da gestão urbana e desenvolvimento.
Foi militante do Partido Comunista Português até 1994, ano em que se desvinculou e aderiu ao Partido Socialista. Em Beja, foi coordenadora da candidatura de Manuel Alegre à Presidência da República, em 2006.
Entre 1994 a 2003, foi responsável pelo planeamento e coordenação das intervenções da EDIA - Empresa de Desenvolvimento e Infraestruturas do Alqueva, na nova Aldeia da Luz. Foi a arquiteta responsável pelo Gabinete de Reinstalação da Aldeia da Luz - envolvendo a reconstrução de uma nova Aldeia da Luz, localizada a dois quilómetros da aldeia original, no Alentejo, Portugal, devido à submersão desta pela água da Barragem do Alqueva, em 2003, sendo um projeto de grande complexidade técnica e sociocultural, que se prolongou de 1995 até 2003. Também esteve à frente da recuperação do Monte e da Herdade da Coitadinha,, projecto de compensação ambiental promovido pela EDIA - Empresa de Desenvolvimento e Infraestruturas do Alqueva conjunto histórico (Castelo fronteiriço de Noudar), ambiental (Herdade com mais de 1.000 ha) e etnográfico (o "Monte" e todas as estruturas afins).
A sua última intervenção foi a recuperação do Monte e da Herdade da Coitadinha, projecto de compensação ambiental no Alentejo fronteiriço. Seria no dia inauguração destas obras, em que esteve presente, que veio a falecer.

### Falecimento
Maria João Gaudêncio George faleceu em 21 de Março de 2006, num acidente de viação, que também vitimou a sua filha, Catarina George. O veículo em que seguiam colidiu frontalmente com um autocarro no IP8, nas imediações da aldeia de Santa Margarida do Sado, no concelho de Ferreira do Alentejo. No acidente também ficaram feridos o motorista do autocarro e uma passageira.
Era mãe de três filhos, Gonçalo, Catarina e Alexandre, quando morreu aos 57 anos de idade. Era casada (1970) com Francisco George (1947-), médico e especialista em Saúde Pública. Foi sepultada no Cemitério dos Inglesinhos, em Lisboa.

### Prémios e homenagens
Foi homenageada com o prémio Espiga de Ouro'93, pelo seu trabalho de recuperação de um edifício de Beja, onde foi instalada a Casa das Artes Jorge Vieira.
O nome da arquitecta faz parte da toponímia de Beja, na antiga Freguesia de São João Baptista, a Rua Maria João George.

## Publicações
George, Maria João (2009) Crónicas da Cidade de Beja. Póstumo. Beja: Diário do Alentejo. Disponível em URL: http://www.dossierdelutas.pt/wp-content/uploads/2017/07/Cr%C3%B3nicas-para-o-Di%C3%A1rio-do-Alentejo.pdf